# Medal im. króla Stanisława Augusta Poniatowskiego
Medal im. króla Stanisława Augusta – honorowe wyróżnienie Towarzystwa Przyjaciół Warszawy przyznawane za wybitne zasługi w realizacji statutowego celu Towarzystwa: „Dobro Warszawy i jej mieszkańców jest sensem istnienia i najważniejszym celem działalności Towarzystwa Przyjaciół Warszawy”. Medal wręczany jest w dniu imienin króla (6 maja) w Łazienkach Królewskich w Warszawie
Projekt medalu wykonał Tadeusz Tchórzewski. Odlano je w pracowni Braci Łopieńskich.

## Kapituła
- Były dyrektor Łazienek – prof. Marek Kwiatkowski
- Prezes TPW – dr inż. Lech Królikowski
- Wszyscy byli prezydenci Warszawy

## Medal otrzymali
- 2004 – Marek Budzyński[3][2] – architekt
- 2005 – Prof. Andrzej Rottermund[4] – dyrektor Zamku Królewskiego
- 2006 – Prof. Marian Marek Drozdowski[5][6] – historyk i varsavianista
- 2008 – Prof. Janusz Durko[7] – historyk, archiwista i muzeolog
- 2009 – prof. Marek Kwiatkowski[1] – polski historyk sztuki, muzealnik i varsavianista
- 2010 – Warszawskie Przedsiębiorstwo Geodezyjne[8]
- 2013 – Muzeum Narodowe w Warszawie[8]